# Суинфорд, Томас (шериф Линкольншира)
Томас (II) де Суинфорд (англ. Thomas de Swynford; 4 февраля 1367 — 2 апреля 1432) — английский рыцарь и землевладелец, сын Хью Суинфорда и Кэтрин (Екатерины) Роэ, пасынок Джона Гонта, герцога Ланкастера. Шериф Линкольншира в 1401—1402 годах. Томас рано лишился отца. Его мать вскоре после смерти мужа стала любовницей Джона Гонта, который проявил заботу о Томасе, взяв к себе на службу. Позже он передал его своему наследнику, будущему королю Генриху IV, к которому Томас сильно привязался. В его свите он в 1390 году принял участие в крестовом походе Тевтонского ордена в Восточную Европу. По возвращении Томас оказался на службе у Гонта, который в 1396 году женился на его матери.
После свержения Генрихом IV Ричарда II карьера Томаса пошла вверх. Новый король сделал ему ряд пожалований. В конце 1399 — начале 1400 года Томас был одним из тюремщиков свергнутого короля в замке Понтефракт и, по сообщению хрониста Адама из Аска, был основным виновником смерти Ричарда, которого заморил голодом. В 1404—1406 годах Томас принимал участие в мирных переговорах с Францией и Фландрией. Но в 1406 году он перешёл на службу к своему единоутробному брату Томасу Бофорту.
В 1411 году Томас пытался получить владения своего деда по матери в Эно, но неизвестно, увенчались ли его усилия успехом. К концу жизни он был вынужден передать свои поместья попечителям и умер фактически безземельным.

## Происхождение
Томас происходил из английского рода Суинфордов, известного с XII века. Некоторые исследователи высказывали предположение, что он имел англосаксонские корни, однако доказательств этого не существует. Эта семья, вероятно, происходила из Суинфорда в Лестершире, при этом в «Книге Страшного суда» её представители не упоминаются. Род был достаточно разветвлённым, в Средние века встречаются многочисленные упоминания о его представителях, однако попытки создать точную генеалогию Суинфордов до XIV века успехами не увенчались.
Отец Томаса, Хью Суинфорд (около 1340 — 13 ноября 1371), был вассалом Джона Гонта, герцога Ланкастера, и владел поместьями Колби и Кетлторп в Линкольншире. Большую часть жизни он провёл в военных походах. В 1356 году в составе армии Эдуарда Чёрного принца сражался при Пуатье; участвовал в военных кампаниях Джона Гонта в Кастилии (1366 и 1369) и во Франции (1370—1371), где и умер.
Хью был женат на Екатерине Роэ (Суинфорд) (около 1350 — 10 мая 1403), дочери рыцаря из Эно Пейна де Роэ. Она воспитывалась при английском королевском дворе, позже оказалась на службе у Бланки Ланкастерской, первой жены Джона Гонта. После смерти герцогини Екатерина стала фрейлиной дочерей герцога.
Томас был единственным сыном Хью и Екатерины. Кроме того, у него была минимум одна сестра Бланка Суинфорд (около 1363 — после 1375). По мнению Элисон Уэйр, также сёстрами Томаса были Маргарита Суинфорд (около 1364 — ?), монахиня в аббатстве Баркинг, и Дороти Суинфорд (около 1366 — ?), жена Томаса Тимелби из Пулхэма, шерифа Линкольншира.

## Юные годы
В посмертном разбирательстве Хью Суинфорда, датированном июнем 1372 года, говорится, что его сыну Томасу в это время было 4 года, на основании чего дату его рождения нередко относят к февралю 1368 года, однако Хью не вернулся в Англию не ранее октября 1367 года. При этом при разбирательствах часто бывали ошибки. Так во время разбирательства для установления возраста Томаса Суинфорда, которое проводилось между 22 июня 1394 и 22 июня 1395 года для установления факта его совершеннолетия, 13 свидетелей заявили, что тот родился в 1373 году — через 15 месяцев после смерти отца. Э. Уэйр предполагает, в 1373 году был крещён другой сын Екатерины, Джон Бофорт, и свидетели перепутали их. Исследовательница указывает, что никто из родственников Хью Суинфорда после его смерти не предъявлял никаких претензий на его наследство, поэтому сомнений в законнорождённости Томаса не возникало. По мнению исследовательницы, Томас родился 24 февраля 1367 года. Мальчик был крещён в церкви Святой Маргариты Линкольнского собора и получил имя в честь отца Хью Суинфорда и одного из крёстных, каноника Томаса Саттона.
В 1371 году умер отец Томаса. Посмертное разбирательство по наследству Хью Суинфорда состоялось 25 июля в Нейвенби и 24 июня в Линкольншире. По его итогам Томас Суинфорд был признан наследником отца, но при этом было отмечено, что поместья Кетлторп и Колби находятся в плохом состоянии и почти ничего не стоят. Управление поместьями Хью, а также право на заключение брака Томаса, было предоставлено его матери.
Позже Екатерина Суинфорд, мать Томаса, стала любовницей Джона Гонта. От этой любовной связи родилось минимум 4 детей, получивших фамильное прозвание Бофорт. Кроме того, Гонт подарил любовнице несколько поместий, а также щедрое содержание. Их отношения вызывали общественное осуждение. В результате в 1381 году герцог был вынужден разорвать их. Екатерина с детьми поселилась в арендованном в Линкольне доме. Несмотря на формальный разрыв, отношения Екатерины с бывшим любовником и остальной частью его семьи продолжали оставаться достаточно сердечными.

## На службе у Ланкастеров
Джон Гонт проявлял заботу к сыну своей любовницы. Судя по всему, как только мальчик стал достаточно взрослым, он взял его к себе на службу. Согласно «Реестрам Джона Гонта», к 1382 году Томас был членом свиты герцога, служа как солдат и щитоносец. А. де Силва-Вижье считает, что по сути герцог заменил мальчику отца. В 1382 году Джон Гонт поместил Томаса, которому исполнилось 15 лет, в свиту своего сына от 1-го брака — Генри Болингброка, графа Дерби (будущего короля Генриха IV). По мнению Э. Уэйр, Томас на всю жизнь привязался к Болингброку, ровесником которого он был.
К 1383 году Джон Гонт предоставил Томасу ежегодную солидную ренту в 40 фунтов, а после его брака в марте 1383 года — дополнительную ренту в 100 марок.
19 февраля 1386 года в Линкольне Джон Гонт посвятил в рыцари Томаса, а также его единоутробного брата Джона Бофорта, своего старшего сына от связи с Екатериной Суинфорд.
Весной 1390 года Томас в компании с графом Дерби и единоутробным братом Джоном Бофортом отправился во Францию, где принял участие в рыцарском турнире в Сент-Энглевер недалеко от Кале. В мае они вернулись в Англию, но вскоре в свите Генри Болингброка Суинфорд отправился в Кале, чтобы принять участие в Берберском крестовом походе. Впрочем, после того как им отказались предоставить охранную грамоту для проезда через Францию, они решили вернуться домой. 19 июля того же года Томас в составе свиты графа Дерби отплыл из Бостона в Пруссию, где Тевтонский орден планировал крестовый поход в Восточную Европу.
В Англию граф Дерби и его свита вернулись около 30 апреля 1391 года. Судя по всему, вскоре после этого Джон Гонт пригласил Томаса Суинфорда служить в качестве рыцаря своего домашнего хозяйства. В этом качестве ему с женой 12 мая 1393 года король Ричард II назначил ежегодную ренту в 100 марок.
27 февраля 1394 года Томас в Линкольне предоставил свидетельства, подтверждающие его возраст, чтобы вступить в отцовское наследство. В управление поместьями Колби и Кетлторп он вступил между 22 июня 1394 года и 22 июня 1395 года. Впрочем, поскольку из-за службы у герцога Ланкастера Томас часто отсутствовал, поместьями по сути продолжала управлять его мать.
В начале 1390-х годов любовная связь Екатерины Суинфорд и Джона Гонта возобновилась. А после смерти второй жены герцог неожиданно для всех в 1396 году женился на своей любовнице, что вызвало недовольство английской знати. Впрочем в том же году была получена папская булла, признававшая брак действительным, а все родившиеся от любовной связи дети были легитимизированы.
Джон Гонт умер 3 февраля 1399 года. По его завещанию его «очень дорогому шевалье сэру Томасу Суинфорду» было завещано 100 марок. 20 марта король Ричард II подтвердил Томасу ренту в 100 марок, которую герцог назначил ему в 1383 году. А в апреле жена Томаса, Джейн Крофилл, была вызвана ко двору в качестве одной из дам ордена Подвязки. Поскольку его мать после смерти герцога перебралась в Линкольн, где арендовала для себя дом, управление поместьями Колби и Кетлторп легло на Томаса, хотя Екатерина, судя по всему, сохранила интерес к Кетлторпу, иногда бывая там во время отсутствия Томаса.

## Карьера при Генрихе IV
В конце 1399 года Генри Болигброк сверг Ричарда II, короновавшись под именем Генриха IV. Томас, двое его братьев, Генри и Томас Бофорты, как и муж их сестры Джоан Бофорт, Ральф Невилл, 1-й граф Уэстморленд, сразу же поддержали нового короля. Генрих IV подтвердил Томасу Суинфорду и его жене ренту, назначенную его отцом в 1383 году, а также предоставил опеку над замком Сомертон в Линкольншире. Бывшего короля поместили в замке Понтефракт, а одним из его опекунов для надзора за ним был назначен Томас Суинфорд, пользовавшийся большим доверием нового короля. Хронист Адам из Аска утверждает, что в смерти Ричарда II, наступившей в феврале 1400 года, был виноват «сэр Н. Суинфорд», который морил того голодом. Судя по всему, здесь имеется в виду именно Томас. Дополнительным доказательством причастности его к смерти свергнутого короля, по мнению Э. Уэйр, является платёж, который был сделан казначейством «камердинеру Томаса Суинфорда, приехавшему из Понтефракта в Лондон, чтобы подтвердить Королевскому совету некоторые вопросы, касающиеся интересов короля» для оплаты нанятых лошадей.
Во время правления Генриха IV Томас процветал. В 1401 году его назначили шерифом Линкольншира, а 15 мая того же года было передано под управление поместье Тикхилл, входившее в состав владений Ланкастеров. В 1402 году Томас стал рыцарем королевского домашнего хозяйства.
12 апреля 1403 года Генрих IV велел отправить Томасу Суинфорду и его жене 2 бочонка вина из тех четырёх, которые по его приказу ежегодно доставлялись Екатерине Суинфорд. Судя по всему, тогда она уже была больна, поэтому попросила короля доставить часть вина сыну. Екатерина умерла 10 мая того же года.
После смерти матери Кетлторп продолжал оставаться основным местом проживания Томаса и его семьи. При этом какое-то время продолжалась и его карьера на королевской службе. В 1404—1405 годах Томас замещал своего брата Джона Бофорта, графа Сомерсета, на должности капитана Кале, а 1405—1406 годах принимал участие в мирных переговорах с Францией и Фландрией.

## Последующие годы
В 1406 году Томас неожиданно исчез с королевской службы, оказавшись в домашнем хозяйстве своего единоутробного брата Томаса Бофорта, герцога Эксетера. Но при этом, судя по всему, он продолжал пользоваться благосклонностью короля. Когда в 1411 году Томас предъявил претензии на земли в Эно, которыми когда-то владел его дед, Пэйн де Роэ, Генрих IV поддержал его притязания. Хотя, по мнению Э. Уэйр, вряд ли это поместье было большим, но им завладели «некоторые лица в тех краях». Точно неизвестно, кто именно владел в это время этими землями, возможно, его родственники по линии матери. Они не желали отдавать владения и стали утверждать, что сомневаются в законности происхождения Суинфорда, намекая, что тот был рождён от связи Екатерины Суинфорд и Джона Гонта. Однако Генрих IV в октябре 1411 года издал мандат, заверенный Большой печатью, подтверждающий легитимность происхождения Томаса. При этом неизвестно, увенчалось ли успехом его предприятие. Э. Уэйр предполагает, что отставка Томаса с королевской службы могла быть связана с необходимостью отправиться за границу, чтобы уладить дела с наследством. Кроме того, исследовательница считает, что сохранившаяся запись за 1426/1427 год о том, что он вернул себе Кеттлоторп, могла означать тот факт, что Суинфорд заложил или сдал поместье в аренду, чтобы получить средства для финансирования жизни за границей.
После смерти в 1426 году Томаса Бофорта, герцога Эксетера, его единоутробному брату Томасу Суинфорду была завещана позолоченная серебряная чаша.

## Наследство
Томас умер 2 апреля 1432 года. По мнению Э. Уэйр его похоронили в церкви в Кетлторпе. Свои поместья он передал попечителям и умер фактически безземельным. Его вторая жена, Маргарет, надолго пережила мужа; она умерла в 1454 году.
Наследник Томаса, Томас (III), ненадолго пережил отца; он умер в 1440 году, оставив несовершеннолетнего сына, Томаса (IV) (1435 — 3 мая 1498). В 1468 году тот передал Кетлторп и Колби своему дяде Уильяму, который умер не позже 1483 года, после чего поместья вернулись к Томасу. Он умер в 1498 году, не оставив наследников, с ним угасла мужская линия потомков Хью и Екатерины Суинфордов. Его владения унаследовали потомки сестры, Маргарет Суинфорд, от брака с Томасом Паунсефотом.

## Владения
Основным наследственным владением Томаса было поместье Кетлторп, располагавшееся в 12 милях к западу от Линкольна. Оно занимало примерно три тысячи акров, большая часть из которых приходилась на лес. В состав поместья входили также деревни Лотертон, Ньютон-он-Трент и Фентон. Другое поместье Суинфорда, Колби, располагавшееся в семи милях к югу от Линкольна, было разделено на две равные части, каждая из которых составляла около 90 акров земли и 15 акров пастбищ. В 1367 году южная часть поместья приносила доход в 54 шиллинга и четыре пенса, причём арендная плата, выплачиваемая Джону Гонту как графу Ричмонду, составляла два шиллинга. Другая часть поместья принадлежала королю и составляла половину рыцарского фьефа. В 1361 году она не приносила особого дохода, поскольку земля была бесплодной, а голубятня и мельница лежали в руинах; его стоимость составляла 37 шиллингов и 10 пенсов — треть от суммы, когда-то уплаченной дедом Томаса за его покупку.

## Брак и дети
1-я жена: с 1383 Джейн Крофилл из Ноттингема (умерла между 1416 и 1421). Её точное происхождение неизвестно. Дети:
- Томас (III) де Суинфорд (около 1406 — 8 января 1440), владелец Колби и Кетлторпа с 1432 года[21].
- Екатерина де Суинфорд (умерла в 1478); муж: Уильям Друри из Роуэма (Саффолк)[21].

2-я жена: до июля Маргарет Грей (умерла в 1454), дочь Генри Грея, 5-го барона Грея из Уилтона, вдова Джона Дарси, 5-го барона Дарси из Найта. Дети:
- Уильям Суинфорд (умер до 1483), владелец Колби и Кетлторпа с 1468 года[21].